# Fort Jefferson (Florida)
Fort Jefferson è una fortezza costiera che si trova nel parco nazionale di Dry Tortugas,  110 km ad ovest di Key West, sul Golfo del Messico in Florida (Stati Uniti d'America). Rappresenta la più grande struttura in laterizi negli Stati Uniti costruita con più di 16 milioni di mattoni.

## Storia

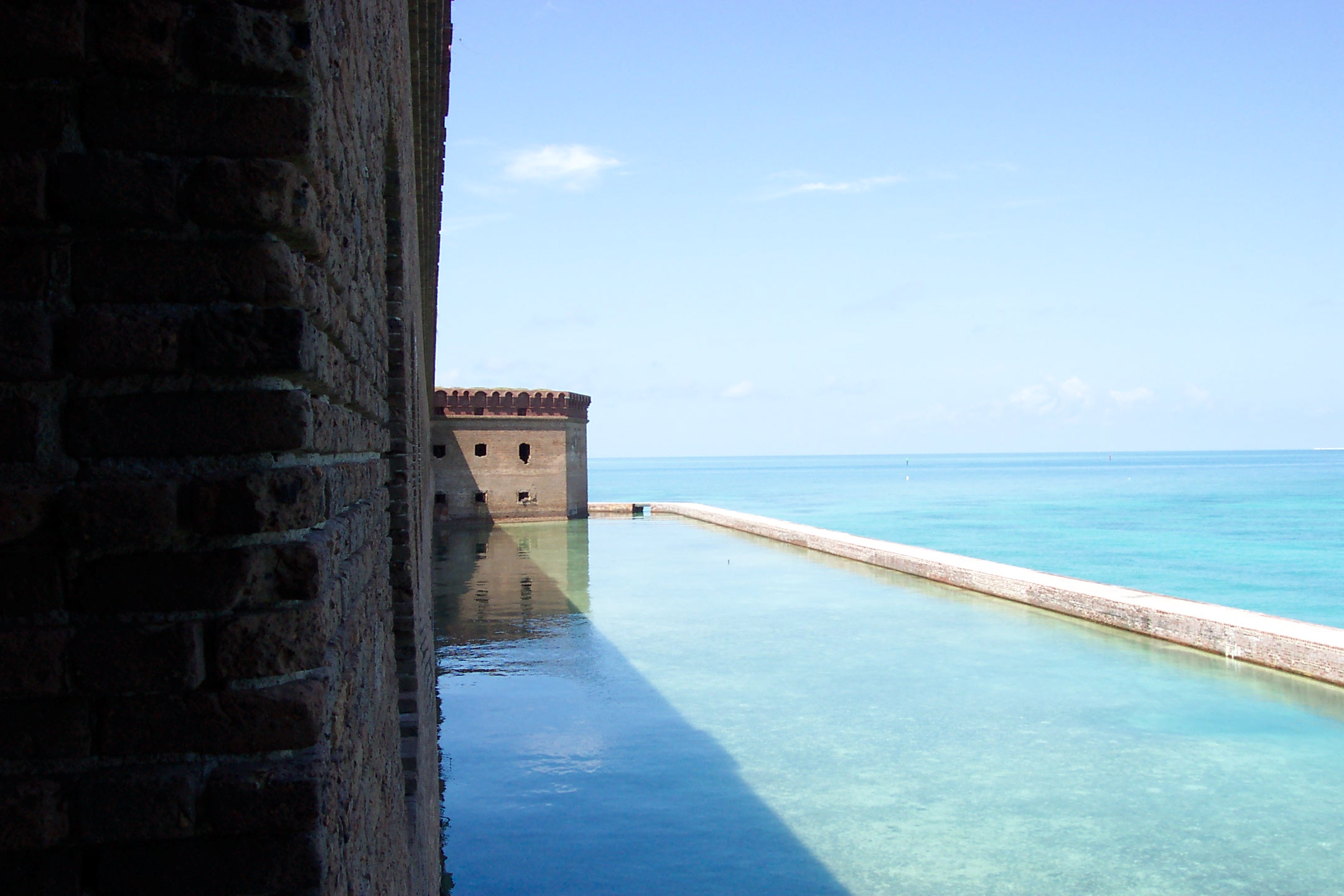
Fossato

Juan Ponce de León scoprì le Dry Tortugas nel 1513. Il nome iniziale fu "Tortugas", derivato dalla cattura di un numero rilevante di tartarughe al suo primo sbarco. Il termine "Dry" (secco) venne aggiunto per evidenziare la mancanza di sorgenti d'acqua delle isole. Durante il XVII ed il XVIII secolo le isole furono usate dai pirati come base per i loro attacchi alle navi mercantili nel golfo.
Dopo la guerra del 1812 venne elaborato il progetto di una serie di forti dal Maine al Texas come protezione degli Stati Uniti, con Fort Jefferson a protezione della costa meridionale e delle linee marittime verso il Mississippi.
Nel 1825 si iniziò la costruzione di un faro nell'isola di Bush Key, successivamente chiamata Garden Key; la costruzione del faro fu completata nel 1826.
La costruzione del forte iniziò nel 1846 includendo il preesistente faro sotto la direzione del United States Army Corps of Engineers, con la forza lavoro principalmente costituita da schiavi provenienti da Key West.
La posizione strategica dell'isola permetteva di dare riparo alla flotta che controllava l'ingresso del golfo.
Il progetto del forte a difesa del porto era a pianta esagonale e prevedeva una costruzione su 4 piani per ospitare numerose armi pesanti, con due lati di 126,5 m e quattro di 172 m.
All'interno del forte si trovava quanto necessario per resistere a lunghi assedi, con la popolazione del forte che toccò un picco di 1 729 persone.
La fornitura d'acqua veniva garantita da un sistema di filtraggio attraverso le mura perimetrali.
Nonostante la costruzione procedette per 30 anni, il forte non fu mai completato, fermandosi al secondo piano delle mura con solo parte del terzo realizzato, dato che il progresso nelle armi pesanti lo resero obsoleto nel 1862.
Nel 1876 fu costruito un nuovo faro di metallo sulle mura del forte e l'anno successivo il faro originale venne distrutto.
Durante la guerra civile il forte rimase in mani federali e dopo la guerra civile il forte venne usato come prigione federale. Alla fine delle ostilità nel 1865 il forte ospitava 1 013 persone, delle quali 486 tra soldati e civili e 527 prigionieri. Tra i detenuti ci furono alcuni dei cospiratori per l'omicidio di Abraham Lincoln: Edmund Spangler, Samuel Arnold ed il dottor Samuel Mudd, il medico che curò la gamba ferita dell'assassino del presidente Lincoln, John Wilkes Booth. Nel 1867, durante un caso di febbre gialla, il dottor Mudd aiutò i dottori della prigione a combattere l'epidemia. Due anni dopo la pena del medico venne condonata e fu rilasciato.
Il Dipartimento dell'Esercito abbandonò ufficialmente Fort Jefferson nel 1874.
Nel 1888 l'esercito trasformò il forte in servizio ospedaliero di marina per essere utilizzato fino al 1900 come stazione di quarantena.
Nel 1908 l'area venne trasformata in riserva naturale per uccelli e ceduta al Dipartimento dell'Agricoltura. Il 4 gennaio 1935 il presidente Franklin Delano Roosevelt lo trasformò nel "Fort Jefferson National Monument", la prima area marina ad essere valorizzata come monumento nazionale.
Il 10 novembre 1970 venne inserito nel National Register of Historic Places.
Il 26 ottobre 1992 il forte venne trasformato con le Dry Tortugas in parco nazionale come Dry Tortugas National Park da parte del presidente George H. W. Bush.

## Note

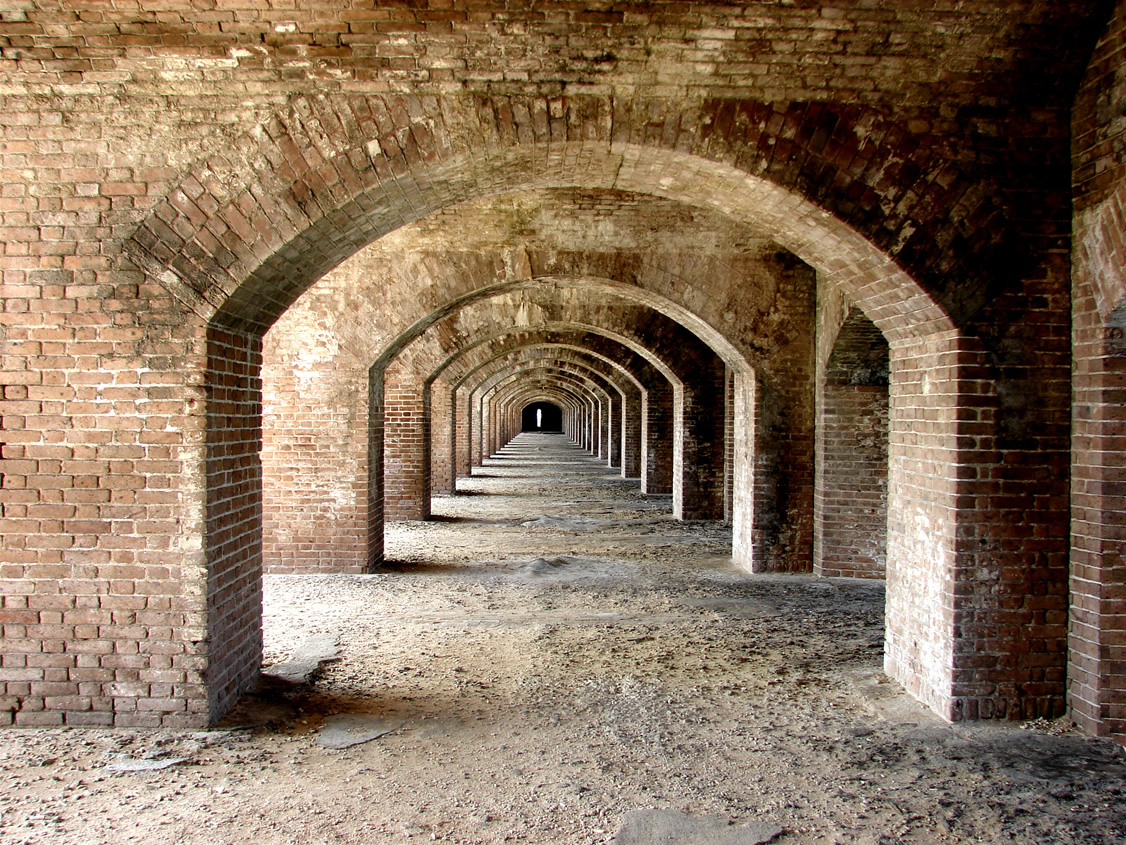
Arcate delle mura